# 查馬卡內山
14°34′41″S 70°07′29″W / 14.57806°S 70.12472°W
查馬卡內山（Chamacane），是秘魯的山峰，位於該國東南部普諾大區，由穆尼亞尼區和聖安通區負責管轄，屬於安地斯山脈的一部分，海拔高度4,800米。